# Čtení pro mne není
Čtení pro mne není (v anglickém originále No Good Read Goes Unpunished) je 15. díl 29. řady (celkem 633.) amerického animovaného seriálu Simpsonovi. Scénář napsal Jeff Westbrook a díl režíroval Mark Kirkland. V USA měl premiéru dne 8. dubna 2018 na stanici Fox Broadcasting Company a v Česku byl poprvé vysílán 28. května 2018 na stanici Prima Cool.

## Děj
Po hodinách sledování maratonu Itchyho a Scratchyho donutí frustrovaná Marge všechny členy rodiny, aby se vzdali elektroniky. Po neúspěšné návštěvě knihovny a moderního knihkupectví vezme Marge rodinu do Knižního koutku starý Springfield. Zde se Bart připojí na wifi a pokouší se koupit lístky na setkání Tunnelcraft-Con, Homer mu to však nedovolí. To vede Barta k tomu, že si zde koupí knihu Umění války, aby s její pomocí mohl Homera zmanipulovat a ten mu dovolil na setkání jet. Informace z knihy mu pomáhají ve škole i v manipulaci Homerových přátel. Po incidentu, kdy se málem utopí v bahnitém jezeře v pasti nastražené Bartem, Homer ustoupí a vezme Barta a Milhouse na Tunnelcraft-Con.
Na setkání Homer narazí na Daniela Radcliffa a poté vydírá Milhouse, aby odhalil důvod Bartova manipulativního chování. Následně si i on přečte Umění války, aby mohl manipulovat s Bartem – začne se chovat jako Ned (včetně úpravy svého vzhledu) a bude se s ním stýkat. Ned poté pozve Barta s Homerem starý němý film. Bart prosí svého otce, aby se stal opět normálním, s čímž Homer souhlasí pod podmínkou, že mu Bart poskytne zbytek svých halloweenských sladkostí. Oba se pak usmíří poté, co přiznají, že oba četli knihu, a pokračují s Nedem ve sledování dalšího němého filmu v kině, jenže celé kino vzplane kvůli starým filmovým nosičům z celuloidu.
Marge si mezitím vybere starou knihu Princezna v zahradě, která bývala její oblíbenou knihou, když vyrůstala. Doufá, že ji přečte Líze, ale uvědomí si, že je ve skutečnosti kulturně urážlivá v mnoha různých ohledech. Ve snu se Marge setkává s autorkou Princezny v zahradě, Heloise Hodgesonovou Burwellovou, ta jí dá svolení, aby příběh přepsala a odstranila z něj urážlivé části. Marge se rozhodne příběh upravit tak, aby v něm ubylo urážlivých stereotypů a klišé, ale poté, co ho přečte Líze, se obě dvě shodnou, že kniha nyní není „záživná“ a je „bez charakteru“. Líza se rozhodne vzít Marge na Springfieldskou univerzitu, kde jí profesoři řeknou, že staromódní pojetí bylo „uvědomělým protestem proti utlačování v tehdejší společnosti“. Marge však není zcela přesvědčena a profesoři přiznávají, že to zvládají za pomocí alkoholu.

## Přijetí

### Sledovanost
Čtení pro mne není dosáhlo ratingu 0,9 s podílem 4 a sledovalo jej 2,15 milionu lidí, čímž se stalo nejsledovanějším pořad toho večera na stanici Fox.

### Kritika
Dennis Perkins z The A.V. Clubu udělil dílu hodnocení D+ a napsal: „K vedlejším tématům se dostaneme později, ale tahle epizoda opravdu není vtipná. Ne v urážlivém, nebo dokonce katastrofálním smyslu, ale v naprostém nedostatku vtipů, kterým bychom se mohli zasmát.“ Kritik Tony Sokol z webu Den of Geek byl pozitivnější, epizodě udělil 3,5 hvězdičky z 5.

## Narážka na filmThe Problem with Apu
Epizoda odkazuje na dokumentární film The Problem with Apu z roku 2017, který napsal a v němž hraje Hari Kondabolu. Film se zabývá otázkami týkajícími se rasových stereotypů ohledně postavy Simpsonových, Apu Nahasapímapetilon. Zatímco v popředí leží zarámovaná fotografie Apua, Líza říká: „Něco, co se odehrálo před desítkami let a bylo bráno jako nezávadné, je dnes politicky nekorektní. S tím nic nenaděláš.“ Marge odpoví: „Některé věci lze vyřešit později.“ a Líza dodává: „Nebo vůbec.“
Kondabolu v reakci na tento díl napsal: „Wow. ‚Politicky nekorektní?‘ To si odnášíte z mého filmu a diskuse, kterou vyvolal? Páni, tenhle pořad jsem si opravdu miloval. To je smutné.“ Tentýž týden Al Jean prohlásil, že se pokusí „i nadále najít odpověď, která bude populární a hlavně správná“.